# 19700 Teitelbaum
19700 Teitelbaum este o planetă minoră (asteroid), cu un diametru de 6,645 km, din centura de asteroizi. A fost descoperită pe 30 septembrie 1999 la Catalina Station⁠(d) de Catalina Sky Survey. 
Obiectul prezintă o orbită caracterizată de o semiaxă mare de 2,6213367 UAi, o excentricitate de 0,17, o înclinație de 12,67825 ° în raport cu ecliptica.